# Barbra Streisand...And Other Musical Instruments
Barbra Streisand...and Other Musical Instruments, anche conosciuto come And Other Musical Instruments, è il quattordicesimo album della cantante statunitense Barbra Streisand, pubblicato il 2 novembre 1973 dalla Columbia Records. Si tratta di un album di cover, tratto da un omonimo speciale televisivo trasmesso in diretta lo stesso anno, molto eclettico e che attinge a diverse tradizioni sonore da tutto il mondo. Barbra Streisand...and Other Musical Instruments ricevette giudizi contrastanti da critici e specialisti e fu uno degli album meno venduti di tutta la carriera di Barbra Streisand: fu infatti uno dei soli quattro album dell'artista a non ricevere una certificazione da parte della Recording Industry Association of America e si inserì nelle posizioni più basse delle classifiche di Canada e Stati Uniti. Barbra Streisand...and Other Musical Instruments venne riedito su CD nel 1989.

## Antefatti

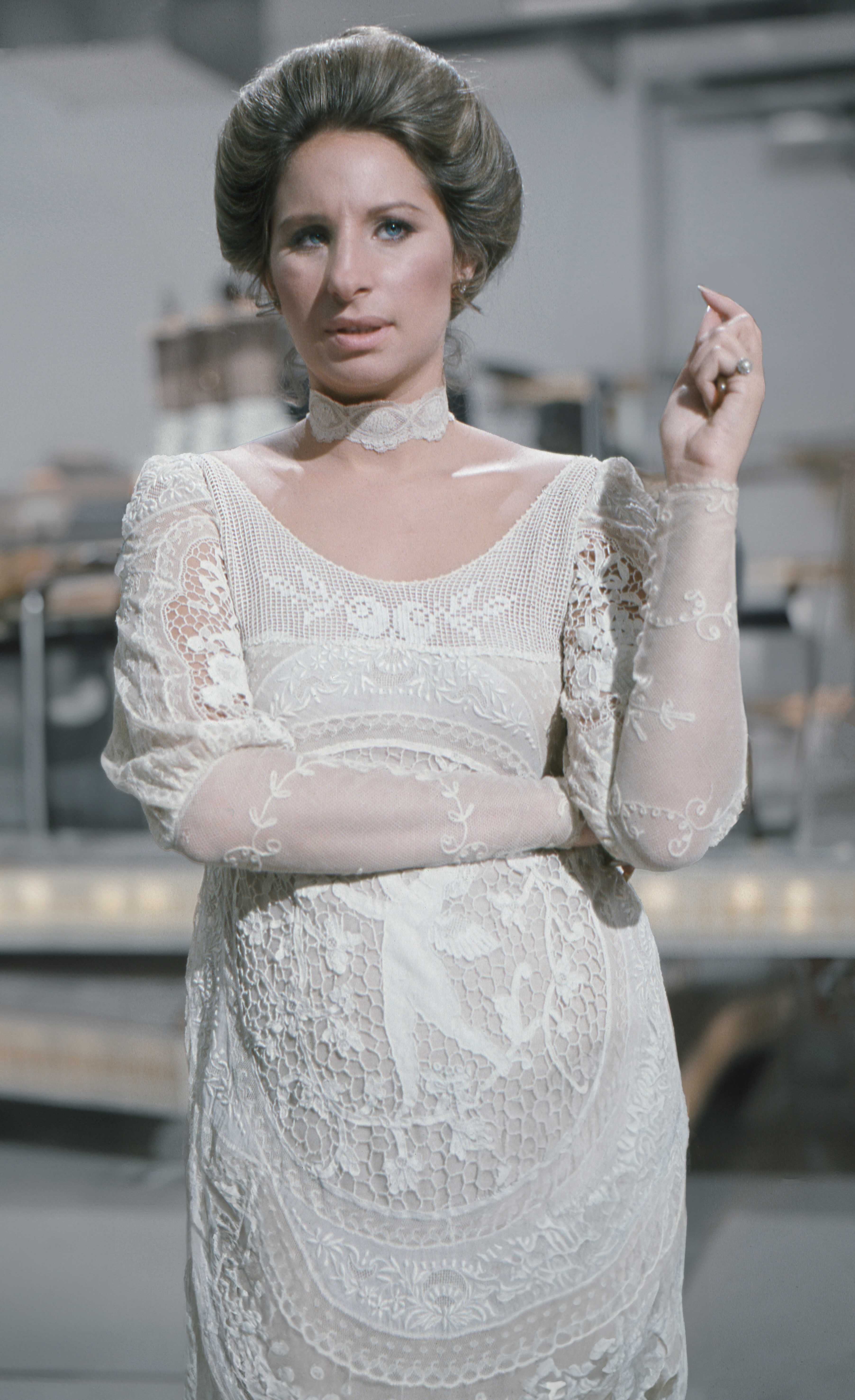
Barbra Streisand nel 1973

Barbra Streisand...and Other Musical Instruments è tratto dall'omonimo speciale televisivo trasmesso in diretta nel 1973. Inizialmente, lo speciale avrebbe dovuto coinvolgere molti di quelli che, a detta di Streisand, erano i "più grandi artisti del mondo", tra cui Pablo Casals, Isaac Stern e James Galway. Ciononostante, la CBS non assecondò la richiesta dell'artista, ma decise che avrebbe dovuto cimentarsi nella musica di diversi paesi. L'emittente consentì all'artista di scegliere un artista a suo piacimento per lavorare al progetto e lei scelse Ray Charles. Secondo Allison J. Waldman, che scrisse una biografia di Barbra Streisand, la cantante si sarebbe servita dello show per "aggiornare le sue immagine e musica" in modo da renderla più attraente agli occhi del grande pubblico.

## Composizione
Tra le uscite più insolite dell'artista, Barbra Streisand...and Other Musical Instruments presenta gran parte dei brani eseguiti durante lo speciale omonimo, i quali attingono a piene mani alla world music, come confermano le influenze che spaziano, ad esempio, alle musiche tradizionali africana, giapponese e spagnola. Particolarità dell'album è la scelta di utilizzare, oltre a strumenti musicali convenzionali, degli utensili da cucina per ottenere i ritmi e le melodie. Oltre alle cover di altri autori, sono presenti delle rivisitazioni di brani già editi dall'artista negli anni sessanta, quali I've Got Rhythm, Glad to Be Unhappy e By Myself. Il manager di Streisand Martin Erlichman venne accreditato come l'unico produttore esecutivo del disco.
Barbra Streisand...and Other Musical Instruments è introdotto da Piano Practicing, adattamento dello sceneggiatore televisivo e pianista Lan O'Kun di una composizione di Pietro Domenico Paradies. Seguono I Got Rhythm, una cover in versione raga di uno standard di George e Ira Gershwin e un medley in chiave samba di Johnny One Note e Samba de uma nota só. La quarta e la settima traccia, ovvero Glad to Be Unhappy e Don't Rain on My Parade, presentano melodie e note distorti. La quinta traccia, una cover del singolo di Streisand People, edito nell'omonimo album del 1964, attinge alla musica turca e quella armena. Una traccia parlata di breve durata intitolata Monologue e I Never Has Seen Snow, scritta da Harold Arlen e Truman Capote, precedono il lied di Franz Schubert Auf dem Wasser zu singen. Le ultime due tracce sono un medley di The World Is a Concerto e Make Your Own Kind of Music e The Sweetest Sounds, accompagnata da un coro che la sopracitata Waldman definisce "angelico".

## Registrazione e pubblicazione
Barbra Streisand...and Other Musical Instruments venne registrato a Londra nel 1973. Quattordicesimo album dell'interprete statunitense, Barbra Streisand...and Other Musical Instruments venne edito tramite l'etichetta Columbia il 2 novembre 1973, molti mesi dopo la messa in onda dello speciale. Si tratta del suo primo album in studio dopo Barbra Joan Streisand, uscito tre anni prima. Barbra Streisand...and Other Musical Instruments venne riedito su CD il 24 ottobre 1989 e caricato più tardi in formato digitale su iTunes Store.
Barbra Streisand...and Other Musical Instruments venne promosso tramite una serie di pubblicità che lo definivano "la più speciale Barbra che ci possa essere su disco". La fotografia usata come copertina dell'album venne scattata da Baron Wolman; Paul Perlow si occupò della copertina interna e delle note.

### Edizione su DVD
L'intero speciale venne pubblicato su DVD il 29 agosto 2006 dalla Rhino Entertainment. Diversamente da quanto capita nell'edizione su CD, il DVD include anche un medley di Sing e Make Your Own Kind of Music, Look What They've Done to My Song Ma, Crying Time, un duetto con Ray Charles anche ripubblicato nell'album di Streisand ButterFly (1974), un medley di Sweet Inspiration e Where You Lead, e On a Clear Day You Can See Forever.

## Accoglienza
| Recensione           | Giudizio |
| -------------------- | -------- |
| AllMusic             |          |
| Entertainment Weekly | D        |

Barbra Streisand...and Other Musical Instruments ricevette giudizi misti dalla critica e la stampa musicali. Billboard dedicò all'album una lunga e positiva recensione, stando alla quale «i toni raffinati e il potere maestoso (di Streisand) sono puro divertimento»; nella medesima descrizione, Glad to Be Unhappy viene considerata una delle migliori ballate dell'artista. William Ruhlmann di AllMusic diede al disco una valutazione pari a tre stelle su cinque, affermando che l'album «è più appariscente che inventivo» nonché un «passo falso dimenticabile». Afferma anche che la contemporanea uscita del singolo The Way We Were, singolo principale del seguente album omonimo, avrebbe contribuito positivamente a non promuovere Barbra Streisand...and Other Musical Instruments.
Jim Farber di Entertainment Weekly fu critico nei confronti dell'album e gli assegnò una "D". Pur ammettendo che l'album parta da buoni presupposti, considerò inutili le sue tracce. Stando alle sue parole, «avevamo davvero bisogno di una versione in lingua spagnola di Don't Rain on My Parade?» Waldman attribuì l'insuccesso dell'album al fatto che l'artista sarebbe stata messa in secondo piano dalla sovrapproduzione; a suo dire, sarebbe stata una buona idea inserire il duetto di Streisand e Charles nella prima pubblicazione dell'album.

## Successo commerciale
Barbra Streisand...and Other Musical Instruments fece fiasco ed è l'album dell'artista meno venduto di tutta la carriera di Streisand tra tutti quelli da lei pubblicati per la Columbia; si tratta anche di uno dei soli quattro album della cantante non certificati dalla Recording Industry Association of America insieme a What About Today? (1969), What Matters Most (2011) e Encore: Movie Partners Sing Broadway nonché una delle sue poche pubblicazioni a non entrare nella top 15 della Billboard 200.
Barbra Streisand...and Other Musical Instruments rimase nella Billboard 200 complessivamente per sedici settimane consecutive. L'album debuttò alla posizione numero 146 di tale graduatoria il novembre 1973; nell'arco di due settimane, salì alla posizione numero 75; raggiunse infine la posizione numero 64 il 22 dicembre. Entrò anche nella classifica canadese alla posizione numero 81 il 10 gennaio 1974. In seguito, scese alla numero 88 la settimana successiva per poi risalire alla posizione numero 80 il 2 febbraio 1974; l'album rimase in tale casistica per un totale di quattro settimane.

## Tracce

### LP
Lato A
1. Piano Practicing – 2:27 (testo: Lan O'Kun – musica: Pietro Domenico Paradisi)
2. I Got Rhythm – 1:24 (testo: I. Gershwin – musica: G. Gershwin)
3. Medley – 3:40
4. Glad to Be Unhappy – 2:43 (testo: Hart – musica: Rodgers)
5. People – 1:51 (testo: Merrill – musica: Styne)
6. Second Hand Rose – 0:16 (Grant Clarke, James F. Hanley)
7. Don't Rain on My Parade – 3:41 (testo: Merrill – musica: Styne)

Lato B
1. Don't Ever Leave Me – 0:41 (testo: Hammerstein II – musica: Kern)
2. Monologue [Dialogue] – 0:46
3. By Myself – 1:54 (testo: Howard Dietz – musica: Schwartz)
4. Come Back to Me – 1:38 (Lerner, Burton Lane)
5. I Never Has Seen Snow – 5:07 (Arlen, Capote)
6. Lied: Auf Dem Wasser Zu Singen – 1:32 (testo: Friedrich Leopold zu Stolberg-Stolberg – musica: Schubert)
7. Medley – 4:02
8. The Sweetest Sounds – 2:55 (Rodgers)

### DVD
1. Sing / Make Your Own Kind of Music
2. Piano Practicing
3. I Got Rhythm /Johnny One Note/One Note Samba/Glad to Be Unhappy
4. People/Second Hand Rose/Don't Rain on My Parade
5. Don't Ever Leave Me
6. Mogologue" (Dialogue)
7. By Myself
8. Come Back to Me
9. Look What They've Done to My Song Ma
10. Crying Time (con Ray Charles)
11. Sweet Inspiration/Where You Lead
12. Lied: Auf Dem Wasser Zu Singen
13. I Never Has Seen Snow
14. On a Clear Day You Can See Forever
15. The World Is a Concerto/Make Your Own Kind of Music
16. The Sweetest Sounds

## Formazione
- Barbra Streisand – voce
- Martin Erlichman – produzione
- Bill Schnee – missaggio
- Ken Welch – arrangiamenti
- Mitzie Welch – arrangiamenti

## Classifiche
| Classifica (1973) | Posizione massima |
| ----------------- | ----------------- |
| Canada            | 80                |
| Stati Uniti       | 64                |